# 渡辺信三
渡辺 信三（わたなべ しんぞう、1935年12月23日 - ）は日本の数学者。京都大学名誉教授。立命館大学理工学部名誉教授。確率論を専門とする。

## 来歴
1958年に京都大学理学部を卒業。理学研究科修士課程修了後、京都大学理学部助手となり1963年9月に京都大学理学博士
、同大学教養部講師、理学部助教授を経て、1974年京都大学理学部教授。1999年京大退官後、立命館大学教授。2006年立命館大学退職。
伊藤清の弟子に当たり、大学院では国田寛、福島正俊の一学年上であった。弟子に重川一郎がいる。確率解析学の第一人者であった。

## 主な業績
- ウィーナー空間上の超汎用関数理論(渡辺理論)の構築[2]
- 確率積分の一般的なマルチンゲール理論化
- マリアヴァン解析を用いた固有値の漸近挙動解析
- 安定過程（非ガウス過程）の解析

## 受賞および講演歴
- 1983年 ICM ワルシャワ 招待講演[3]
- 1989年 日本数学会秋季賞
- 1996年 日本学士院賞[2]
- 2011年 瑞宝中綬章受章[4]

## 著書
- 『確率微分方程式 数理解析とその周辺 9』 産業図書、1986年 ISBN 4-7828-0609-4